# Fumay
Fumay és un municipi francès situat al departament de les Ardenes i a la regió del Gran Est. L'any 2007 tenia 3.986 habitants.

## Demografia

### Població
El 2007 la població de fet de Fumay era de 3.986 persones. Hi havia 1.598 famílies de les quals 535 eren unipersonals (210 homes vivint sols i 325 dones vivint soles), 456 parelles sense fills, 439 parelles amb fills i 168 famílies monoparentals amb fills.
La població ha evolucionat segons el següent gràfic:
Habitants censats

### Habitatges
El 2007 hi havia 1.967 habitatges, 1.653 eren l'habitatge principal de la família, 52 eren segones residències i 261 estaven desocupats. 1.349 eren cases i 589 eren apartaments. Dels 1.653 habitatges principals, 972 estaven ocupats pels seus propietaris, 643 estaven llogats i ocupats pels llogaters i 37 estaven cedits a títol gratuït; 32 tenien una cambra, 133 en tenien dues, 318 en tenien tres, 534 en tenien quatre i 635 en tenien cinc o més. 654 habitatges disposaven pel capbaix d'una plaça de pàrquing. A 800 habitatges hi havia un automòbil i a 312 n'hi havia dos o més.

### Piràmide de població
La piràmide de població per edats i sexe el 2009 era:
| Homes | Edats   | Dones |
| ----- | ------- | ----- |
| 0     | 95 o +  | 16    |
| 0     | 90 a 94 | 16    |
| 20    | 85 a 89 | 36    |
| 16    | 80 a 84 | 40    |
| 64    | 75 a 79 | 104   |
| 96    | 70 a 74 | 124   |
| 144   | 65 a 69 | 168   |
| 104   | 60 a 64 | 108   |
| 112   | 55 a 59 | 96    |
| 116   | 50 a 54 | 148   |
| 204   | 45 a 49 | 152   |
| 144   | 40 a 44 | 172   |
| 192   | 35 a 39 | 132   |
| 165   | 30 a 34 | 136   |
| 160   | 25 a 29 | 128   |
| 176   | 20 a 24 | 124   |
| 224   | 15 a 19 | 220   |
| 188   | 10 a 14 | 136   |
| 156   | 5 a 9   | 132   |
| 112   | 0 a 4   | 88    |

## Economia
El 2007 la població en edat de treballar era de 2.478 persones, 1.629 eren actives i 849 eren inactives. De les 1.629 persones actives 1.229 estaven ocupades (736 homes i 493 dones) i 400 estaven aturades (190 homes i 210 dones). De les 849 persones inactives 207 estaven jubilades, 235 estaven estudiant i 407 estaven classificades com a «altres inactius».

### Ingressos
El 2009 a Fumay hi havia 1.612 unitats fiscals que integraven 3.790 persones, la mediana anual d'ingressos fiscals per persona era de 13.355,5 €.

### Activitats econòmiques
Dels 142 establiments que hi havia el 2007, 3 eren d'empreses extractives, 6 d'empreses alimentàries, 1 d'una empresa de fabricació de material elèctric, 8 d'empreses de fabricació d'altres productes industrials, 8 d'empreses de construcció, 35 d'empreses de comerç i reparació d'automòbils, 10 d'empreses de transport, 18 d'empreses d'hostatgeria i restauració, 1 d'una empresa d'informació i comunicació, 4 d'empreses financeres, 7 d'empreses immobiliàries, 14 d'empreses de serveis, 19 d'entitats de l'administració pública i 8 d'empreses classificades com a «altres activitats de serveis».
Dels 40 establiments de servei als particulars que hi havia el 2009, 1 era una oficina d'administració d'Hisenda pública, 1 gendarmeria, 1 oficina de correu, 3 oficines bancàries, 1 funerària, 3 tallers de reparació d'automòbils i de material agrícola, 1 taller d'inspecció tècnica de vehicles, 2 autoescoles, 1 paleta, 2 guixaires pintors, 2 fusteries, 1 lampisteria, 1 electricista, 2 perruqueries, 1 veterinari, 3 agències de treball temporal, 12 restaurants, 1 agència immobiliària i 1 saló de bellesa.
Dels 19 establiments comercials que hi havia el 2009, 2 eren supermercats, 1 un supermercat, 2 botigues de més de 120 m², 5 fleques, 3 carnisseries, 1 una peixateria, 2 botigues de roba, 1 una botiga d'equipament de la llar i 2 floristeries.

## Equipaments sanitaris i escolars
El 2009 hi havia 1 hospital de tractaments de curta durada, 1 hospital de tractaments de mitja durada (seguiment i rehabilitació), 1 psiquiàtric, 1 centre de salut i 2 farmàcies.
El 2009 hi havia 3 escoles elementals. Fumay disposava d'un col·legi d'educació secundària amb 393 alumnes.

## Poblacions properes
El següent diagrama mostra les poblacions més properes.

## Personatges il·lustres
- Victorin Jasset
- Pol Henri Plançon (1851-1914), cantant d'òpera (baix).